# Slaget vid Mingtiao
Slaget vid Mingtiao (鸣条之战; 鳴條之戰; Míngtiáo zhīzhàn) var ett militärt slag cirka 1600 f.Kr. i Kina mellan regerade Xiadynastin och stammen Shang. Xiandynstin besegras vid Mingtiao och Shangdynastin etableras.
Slaget beskrivs i de klassiska verken Bambuannalerna och Shiji.

## Bakgrund
Efter påtryckningar från sin inflytelserika tjänsteman och rådgivare Yi Yin beslutade stammen Shangs ledare Cheng Tang att sluta betala tribut till den styrande Xiadynastins kung Jie. Som straff försökte kung Jie mobilisera styrkor från nio lojala stammar för att attackera Shang. Kung Jies popularitet hade sjunkit efter högt skattetryck och högt utnyttjande av stammarnas tjänster, så det var bara tre stammar som kom till kungens hjälp. Även Cheng Tang tog hjälp av nio stammar för att mobilisera en motattack.

## Slaget
Vid Mingtiao (dagens Fengqiu i Henan) i hade Cheng Tang förberett ett bakhåll. Under ett stort oväder besegrades kungens styrkor fullständigt. Kung Jie flydde, men blev tillfångatagen och därefter landsförvisad till Nanchao (dagens Chaohu i Anhui).

## Shangdynastin etableras
Till följd av kung Jies förluster kunde Cheng Tang etablera Shangdynastin (ca 1600–1046 f.Kr.). Ledarna för de andra stammarna erkände Cheng Tang som sin ledare, och Cheng Tang blev dynastins första kung.